# Beppe Gabbiani
Giuseppe "Beppe" Gabbiani (n. 2 ianuarie 1957, Piacenza, Italia) este un fost pilot italian de Formula 1 care a evoluat în Campionatul Mondial în 1978 și 1981.